# Blue System
Blue System — німецька англомовна поп-група, створена Дітером Боленом в 1987 році після розпаду дуету Modern Talking. Перший альбом «Walking On The Rainbow» («Прогулянка по веселці») вийшов 2 листопада 1987 року. Припинила своє існування в січні 1998 року. Було випущено 13 альбомів і близько 30 синглів. За час свого існування гурт неодноразово приїжджав на гастролі до СРСР.

## Історія
Група виникла в результаті розпаду «Modern Talking». Протягом останнього року члени дуету мали напружені відносини, це мало вплив   не тільки на їх популярність, але і на здоров'я продюсера Дітера Болена, який отримує виразку і важку депресію через постійні тертя з Томасом Андерсом і його жінкою Норою. Після випуску 5-го альбому «Modern Talking» Дітер вирішив припинити свої відносини з Томасом Андерсом. Спочатку ходили чутки, що в «Modern Talking» з'явиться новий вокаліст, і це буде Кароліна Мюллер (C.C.Catch), але очікування шанувальників не збулися. Болен заснував свою власну групу «Blue System», в якій він сам став основним вокалістом.
Спершу, продюсери звукозаписної компанії BMG не вважали, що Дітер може домогтися успіху з його скрипучим голосом, але перший сингл «Sorry Little Sarah» потрапляє в Top 20 на 13-е місце. Це здивувало всіх. З цього моменту двері для Болена широко відкриті.
У 1990 і 1991 Блу Систем брала участь у численних благодійних концертах в Росії і Україні, по збору коштів для постраждалих від аварії на Чорнобильській АЕС. Blue Systems випустила 13 альбомів, 30 синглів, 23 відеокліпи та багато популярних хітів по всій Європі, Азії та Африці.

## Склад

### Студійний склад
- Дітер Болен — вокал, бек-вокал, аранжування, автор пісень, продюсер
- Луїс Родрігес — аранжування, музичне програмування, саунд-продюсер
- Ральф Штемманн — клавішні
- Вернер Беккер — клавішні
- Петер Вайе — гітара
- Рольф Келер — вокал, хори, бас-гітара
- Міхаель Шольц — бек-вокал, хори, клавішні
- Детлеф Видеке — бек-вокал, хори, гітара

### Концертний склад

#### Останній склад
- Дітер Болен - вокал, бек-вокал, гітара, клавішні (1987-1998)
- Майкл Ролин - ударні (1989-1998)
- Фрідріх Гранеро - клавішні (1991-1998)
- Ларс Ілмер - гітара (1997-1998)

#### Колишні учасники
- Франк Отто - ударні (1987-1989)
- Йоахим Фогель - гітара (1987-1990)
- Snoopy - клавішні (1988-1989)
- Йоахим Стрібель - клавішні (1989-1991, 1993-1994)
- Йоахим Колі - бас-гітара (1990-1991 )
- Лютч Кругер - гітара (1990)
- Вольфганг Фрітц - гітара (1990-1997)
- Рене Енгелман - бас-гітара (1991)
- Дірк Сауер - бас-гітара (1992-1994)
- Торстен Феллер - гітара (1994-1997)

## Дискографія

### Альбоми
- | 02.11.1987 | Walking on a Rainbow [Позиції в чартах невідомі] (Hansa Records)
- | 17.10.1988 | Body Heat (Hansa Records) [#23 Австрія, #20 Німеччина]
- | 09.10.1989 | Twilight (Hansa Records) [#30 Австрія, #26 Швейцарія, #11 Німеччина]
- | 15.10.1990 | Obsession (Hansa Records) [#18 Австрія, #14 Німеччина]
- | 12.04.1991 | Seeds Of Heaven (Hansa Records) [#12 Австрія, #11 Німеччина]
- | 30.09.1991 | Déjà Vu (Hansa Records) [#18 Німеччина, #27 Австрія]
- | 23.03.1992 | Hello America (Hansa Records) [#29 Німеччина, #13 Чехія,#21 Австрія,# 34 Угорщина]
- | 19.04.1993 | Backstreet Dreams (Hansa Records) [#5 Німеччина, #22 Австрія,# 30 Угорщина]
- | 21.03.1994 | 21st Century (Hansa Records) [#11 Німеччина]
- | 31.10.1994 | X-Ten (Hansa Records) [#24 Німеччина]
- | 09.10.1995 | Forever Blue (Hansa Records) [#18 Німеччина,#32 Угорщина]
- | 14.10.1996 | Body To Body (Hansa Records) [#29 Німеччина,# 40 Угорщина]
- | 17.11.1997 | Here I Am (Hansa Records) [#38 Німеччина,#34 Польща]

### Сингли
- 1987 Sorry Little Sarah [#14 Німеччина, #19 Південна Африка, #6 Іспанія, #10 Австрія, #12 Греція]
- 1988 Sorry Little Sarah (New York Dance Mix)
- 1988 Big Boys don't Cry
- 1988 My Bed Is Too Big [#10 Німеччина, #4 Австрія, #29 Греція]
- 1988 she's A Lady [#14 Іспанія]
- 1988 Under My Skin [#6 Німеччина, #12 Австрія, #18 Швейцарія]
- 19.10.1988 Silent Water [#13 Німеччина, #16 Австрія]
- 1989 Love Suite (Remix '89) [#14 Німеччина]
- 1989 Magic Symphony [#10 Німеччина, #23 Австрія, #21 Швейцарія]
- 1989 Love Me On The Rocks
- 1990 48 Hours [#29 Німеччина, #28 Австрія]
- 1990 Love Is Such A Lonely Sword [#16 Німеччина, #13 Австрія]
- 1990 When Sarah Smiles [#63 Німеччина]
- 1990 Magic Symphony (PWL Remix)
- 1991 Déjà Vu [#12 Німеччина, #16 Австрія]
- 1991 Lucifer [#25 Germany, #8 Австрія]
- 1991 Testamente D Amelia [#34 Німеччина]
- 1991 it's All Over (з Дайон Уорік) [#60 Німеччина, #84 on U. S R&B charts]
- 1992 Vampire
- 1992 Romeo & Juliet [#25 Німеччина, #22 Австрія]
- 1992 I Will Survive [#30 Австрія]
- 1993 History [#26 Німеччина]
- 1993 Operator [#87 Німеччина]
- 02.1994 6 Years — 6 Nights [#47 Німеччина]
- 1994 that's Love
- 1994 Dr. Mabuse
- 11.09.1995 Laila [#29 Німеччина]
- 28.05.1996 Only With You [#58 Німеччина]
- 09.09.1996 For The Children [#67 Німеччина]
- 1996 Body To Body
- 1997 Anything [#79 Німеччина]
- 1998 Love Will Drive Me Crazy

### Збірники
- 1997 When You Are Lonely
- 2009 40 Jahre ZDF Hitparade
- 2009 Magic Symphonies — The Very Best Of Blue System (3 CD)
- 2009 Steel Box Collection — Greatest Hits
- 2009 The History Of Blue System (2 CD)

### VHS
- 1990 All Around The World (All The Hits And Videos From 1987 To 1990) (BMG Video)